# Zemplínska Teplica
Zemplínska Teplica és un poble i municipi d'Eslovàquia. Es troba a la regió de Košice, a l'est del país.

## Història
La primera referència escrita de la vila data del 1263.

## Demografia
| Godina             | 1994 | 2004   | 2014    | 2024    |
| ------------------ | ---- | ------ | ------- | ------- |
| Nombre de persones | 1391 | 1466   | 1641    | 1859    |
| Diferència         |      | +5,39% | +11,93% | +13,28% |

| Godina             | 2023 | 2024   |
| ------------------ | ---- | ------ |
| Nombre de persones | 1855 | 1859   |
| Diferència         |      | +0,21% |